# Julius Caesar (skuespil)
Julius Caesar er en tragedie af William Shakespeare, der menes at være skrevet i 1599. Teaterstykket er en tragedie i fem akter. Det er baseret på den 44 BC sammensværgelse imod romerske diktator Julius Cæsar, hans snigmord, og den Slaget ved Philippi.